# كأس السوبر الليبي لكرة الطائرة
كأس السوبر الليبي لكرة الطائرة هي بطولة تُلعب بين بطل الدوري الليبي وبطل كأس ليبيا اُستحدثت البطولة في عام 2005

## سجل الأبطال
| العام | البطل         | النتيجة | الوصيف           |
| ----- | ------------- | ------- | ---------------- |
| 2005  | الهلال        | 3 - 0   | الأهلي طرابلس    |
| 2006  | الهلال        | 3 - 2   | الأهلي طرابلس    |
| 2010  | الأهلي بنغازي | 3 - 2   | الأهلي طرابلس    |
| 2013  | الأهلي بنغازي | 3 - 0   | الإتحاد المصراتي |
| 2024  | السويحلي      | 3 - 0   | النصر            |